# 望月三起也
望月 三起也（もちづき みきや、1938年〈昭和13年〉12月16日 - 2016年〈平成28年〉4月3日）は、日本の漫画家。別名に、牧 英三郎、M・ハスラー、M・ストライカー。

## 略歴
神奈川県横浜市西区出身。生家は横浜駅の目の前、一家は父親の宮大工の仕事で生計を立てていた。神奈川工業高等学校卒業後、建設会社に入社するが、漫画家になる為1年で退社し、1960年に『特ダネを追え』（講談社『少年クラブ』お正月臨時増刊）でデビュー。しかし連載は続かず、堀江卓、吉田竜夫のアシスタントとして働く。
1962年、吉田竜夫が弟の吉田健二、九里一平と漫画専門のプロダクションとして創設したタツノコプロダクションに参加。1964年、日本版「007」ともいうべき『秘密探偵JA』を『少年キング』に連載、ヒットとなる。1969年からは、元犯罪者が白バイを操る警察官になって悪人を問答無用で裁くというストーリーの『ワイルド7』を『少年キング』に連載。前作をはるかに上回る大ヒットになり、1972年にテレビドラマ化された。『ワイルド7』は1979年に連載を終了したが、その後、要望に応えて『新ワイルド7』、『続・新ワイルド7』、『飛葉』、『W7』、『ワイルド7R』、『ワイルド7R2』を発表。『ワイルド7R2』が遺作となった。
2016年3月、同年1月に肺がんを患い、闘病中であることを明らかにし、「余命は長くて1年と言われている。その人生最後の締め切りまでに『俺の新選組』の続編を描きたい」と創作活動を続けていくことを表明した。2016年4月3日、肺腺がんのため死去。77歳没。
死没後の2016年5月9日、第45回日本漫画家協会賞の特別賞を受賞。受賞理由は「独特のコマ割りと格好良さでアクション漫画界に多大な影響を与えた功績」としている。

## 人物
「狂」が付く程のサッカーファンとして知られ、熱烈な浦和レッズサポーターのみならず、サッカー好きや玄人スキルの芸能人チーム『ザ・ミイラ』の監督、藤枝ブルックスのマスコットキャラクターデザインも手がけた。漫画界以外の様々な分野の人物との親交も深かったことで知られた。

## 作品の特徴
主にアクション物を得意にしているが、どの作品にもユーモラスな味付けを忘れない。
強弱の強いペン使い、映画的でダイナミックな構図を得意とする。また、スクリーントーンをほとんど使用せず、墨一色で描くことも特徴である。
第二次世界大戦下の兵器や軍装、戦いの経過等に非常に詳しい。その知識を活かして、主にヨーロッパ戦線をテーマとする多数の作品を書いている。
作画の際もアレンジ、デフォルメを行わない。

## 作品リスト
- 特だねを追え（1960年、少年クラブ正月増刊 講談社）
- 拳銃キッド（1960年、冒険王増刊 秋田書店）
- 戦場のメダル（1960年、少年クラブ増刊 講談社）
- 血戦の谷（1961年、冒険王増刊 秋田書店）
- 黒いタンク（1962年、たのしい三年生 講談社）
- ムサシ（1962年、少年画報、少年画報社、単行本：1968年、サンコミックス、朝日ソノラマ）
- 隼（1963年、少年キング、少年画報社、単行本：1969年、コミックメイト、若木書房）
- 荒鷲少年隊（1964年、少年画報 少年画報社、単行本：1964年、ビッグアクションシリーズ、若木書房）
- 最前線（1964年、少年画報 少年画報社、単行本：1967年、キングコミックス 少年画報社、2001年、「二世部隊物語」に改名してホーム社漫画文庫 ホーム社）
- 戦国忍法帳（1964年、少年キング 少年画報社、単行本：1970年、コミックメイト 若木書房） - 牧 英三郎名義
- 秘密探偵JA（1964年、少年キング 少年画報社、単行本：1967年、キングコミックス、少年画報社）
- 敵中突破（1965年、少年ブック、集英社、単行本：1969年、コミックメイト 若木書房）
- 探偵ロク（1965年、まんが王・別冊まんが王 秋田書店、単行本：サンコミックス「メコンの鷹」に収録 朝日ソノラマ）
- 0ファイター（1966年、少年キング 少年画報社、単行本：1970年、コミックメイト 若木書房）
- 恐怖の館（1966年、少年ブック増刊 集英社、単行本：タイトルを「吸血鬼」に変更して「闇の画廊」ホラーコミック傑作選／第2集《菊地秀行選》に収録 角川書店）
- ケネディ騎士団（ナイツ）（1966年、少年ブック 集英社、単行本：1969年、サンコミックス 朝日ソノラマ）
- 竜の旗（1966年、週刊少年サンデー 小学館、単行本：1968年、サンコミックス 朝日ソノラマ）
- タイガー陸戦隊（1967年、少年キング 少年画報社、単行本：1969年、キングコミックス 少年画報社）
- 探偵ハードのサブ（1967年、中一時代、旺文社、単行本：1972年、ダイナミックコミックス、立風書房）
- 日の丸陣太（1967年、週刊少年サンデー、小学館、単行本：1968年、サンコミックス 朝日ソノラマ）
- 白バイ騎士道（1967年、ヤマハバイク読本 ヤマハ、単行本：2021年　望月三起也トレジャーBOXのおまけとして付属 復刊ドットコム）
- ゼロ1（ゼロワン）戦隊（1968年、少年キング 少年画報社、単行本：1970年、キングコミックス 少年画報社）
- 狼（1968年、少年ジャンプ 集英社、単行本：1971年、コミックメイト 若木書房）
- 快傑アイアン（1968年、少年キング 少年画報社、単行本：1971年、コミックメイト 若木書房）
- 狂い犬（マッドドッグ）シリーズ（1968年、ヤングコミック、少年画報社、単行本：1969年、少年画報社） - M・ハスラー名義
- サン学園のトラ（1969年、中一時代 旺文社、単行本：1972年、ダイナミックコミックス 立風書房）
- トラとオオカミ（1969年、中一時代 旺文社、単行本：1970年、コミックメイト 若木書房）
- ワイルド7（1969年、少年キング 少年画報社、単行本：1970年、ヒットコミックス、少年画報社）
- PUSSY CAT（プッシー・キャット）＋4（1970年 ヤングコミック 少年画報社 単行本：1982年、サンコミックス 朝日ソノラマ）
- Pマン野郎（1970年、ヤングコミック 少年画報社 単行本：1979年、コミックパック、広済堂）
- 突撃ラーメン（1970年、週刊少年ジャンプ 集英社、単行本：1971年、コミックメイト 若木書房）
- EXPOスパイ（1970年、ビッグコミック 小学館、単行本：2021年　望月三起也トレジャーBOXのおまけとして付属 復刊ドットコム）
- 夜明けのマッキー（1970年、週刊少年サンデー 小学館、単行本：1971年、コミックメイト 若木書房）
- GIジョー 悪(わる)一番隊（1970年、少年画報最終号　少年画報社 - 単行本未収録） - 少年画報が休刊になったため、別冊少年キングでの連載に変更された
- 風（1970年、少年チャンピオン 秋田書店、単行本：ぶんか社文庫「ダンダラ新選組」に収録 ぶんか社）
- GIジョー 悪（あく）一番隊（1971年、別冊少年キング 少年画報社、単行本：1975年、サンコミックス 朝日ソノラマ） - 少年画報が前年で休刊になったため、別冊少年キングで構想新たにスタートした。「悪」のルビが「わる」から「あく」に変更になっている
- 続・風（1971年、少年チャンピオン 秋田書店、単行本：ぶんか社文庫「ダンダラ新選組」に収録 ぶんか社）
- ジャパッシュ（1971年、週刊少年ジャンプ 集英社、単行本：1972年、ビッグアクションシリーズ、2008年、ぶんか社文庫 ぶんか社）
- 猫は地獄で笑う（1971年　ヤングコミック 少年画報社、単行本：サンコミックス「メコンの鷹」に収録 朝日ソノラマ）
- ガキ先生（1971年、中学一年コース 学習研究社 - 単行本未収録）
- ビタミンI（1971年、ビッグコミック 小学館、単行本：1974年、ハードコミックス、大都社）
- ヘッド！牙（1971年、週刊少年ジャンプ 集英社、単行本：HIBARI HIT COMICS「ザ・キッカー」に収録　ひばり書房）
- ウルトラSHE（1972年、ビッグコミック 小学館、単行本：1982年、サンコミックス 朝日ソノラマ）- 単行本化されているのは第30話のP19までで、それ以降の原稿は行方不明のため、単行本未収録
- 鉄血二代（1972年、中二時代 旺文社  - 単行本未収録）
- 砂漠の狐（1972年、ヤングコミック 少年画報社、単行本：サンコミックス「メコンの鷹」に収録　朝日ソノラマ）
- 赤毛のクインメリー（1972年、ヤングコミック 少年画報社 - 単行本未収録）
- 黄金のLAMER（1972年、ヤングコミック 少年画報社 - 単行本未収録）
- ザ・キッカー（1972年、週刊少年ジャンプ 集英社、単行本：1976年、HIBARI HIT COMICS ひばり書房）
- ダンダラ新選組（1972年、週刊少年ジャンプ、単行本：1975年、サンコミックス 朝日ソノラマ、2009年、ぶんか社文庫「ダンダラ新選組」 ぶんか社）
- はだしの巨人（1972年、週刊少年チャンピオン、秋田書店、単行本：1973年、少年チャンピオンコミックス、秋田書店）
- ごくろう3（1973年、ビッグコミック、単行本：1976年、ビッグコミックス、小学館）
- ゆりっぺ先生大激突（1973年、中二時代 旺文社 - 単行本未収録） - おおくぼゆみこ氏との合作
- 終着点（1973年、ヤングコミック 少年画報社 - 単行本未収録）
- カエルが燃えるとき（1974年、月刊少年ジャンプ 集英社　単行本：2008年、ぶんか社文庫「ROSE V」に収録　ぶんか社)
- ダンダラ新選組・炎の出発（1974年、別冊少年ジャンプ 集英社、単行本：1975年、サンコミックス 朝日ソノラマ、2009年、ぶんか社文庫「ダンダラ新選組」に収録 ぶんか社）
- サンダーオブミュージック【アルトゥーロ・トスカニーニ】（1974年、FMレコパル　小学館　ｰ単行本未収録）- つちやましげる氏との合作
- 薔薇のイブ（1973年、女性セブン 小学館、単行本：1974年、ハードコミックス 大都社）
- 枯葉【ジャック・ティボー】（1975年、FMレコパル　小学館 つちやましげる氏との合作 - 単行本未収録）
- へい、お町！！（1975年、ビッグコミック　小学館） - 全話の原稿行方不明のため、単行本未収録
- 大脱走【ジョルジュ・シフラ】（1975年、FMレコパル 小学館 つちやましげる氏との合作 - 単行本未収録）
- ヨオッ、だいとうりょう！！【カザルス】（1975年、FMレコパル 小学館 つちやましげる氏との合作　ｰ単行本未収録）
- ボーラー・ロール（1975年、ビッグコミック　小学館　単行本：2021年　望月三起也トレジャーBOXのおまけとして付属　復刊ドットコム）
- マシンハヤブサ（1976年、月刊少年ジャンプ　集英社、単行本：1986年、スターコミックス 大都社）
- バラの戦士（1976年、漫画アクション、双葉社、単行本：1976年、アクションコミックス、双葉社）
- わが逃走（1977年、増刊ビッグコミック 小学館 単行本未収録）
- 白い罠【シリーズ野郎ども】（1977年、少年キングオリジナル 少年画報社 単行本：1988年 サンコミックス 朝日ソノラマ）
- 巨人とみつばち【シリーズ野郎ども】（1977年、少年キングオリジナル 少年画報社 - 単行本未収録）
- リングの薔薇（1978年、ヤングコミック 少年画報社、単行本：サンコミックス 朝日ソノラマ）
- 暁の狂走（1978年、増刊ビッグコミック 小学館 - 単行本未収録）
- 悪魔の日曜日（1978年、増刊ビッグコミック 小学館 - 単行本未収録）
- Oh!刑事パイ（1977年、ビッグコミック、単行本：1981年、サンコミックス 朝日ソノラマ）
- 狂い犬（マッド・ドッグ）リターンズ（1977年、ヤングコミック 少年画報社、単行本：1983年、マイコミックス、東京三世社）
- 三太マリアの旅（1978年、東京新聞他　中部日本新聞社　ｰ単行本未収録）- オールカラー116P
- リングの薔薇（1978年、ヤングコミック 少年画報社、単行本：1983年、サンコミックス　朝日ソノラマ）
- 騒世紀（1978年、週刊明星、集英社、単行本：1982年、プレイボーイコミックス、集英社）
- ニューヨーク市警・神田分署（1979年 少年マガジン 講談社 - 単行本未収録）
- IRON HORSE（1979年、ヤングコミック、単行本：1985年、ハードコミックス　大都社）
- J&BＢ（1979年、ヤングコミック　少年画報社、単行本：サンコミックス「リングの薔薇」に収録 朝日ソノラマ）
- 俺の新選組（1979年、週刊少年キング、単行本：1980年、ヒットコミックス他 少年画報社）
- メコンの鷹（1979年、プレイコミック 秋田書店、1983年、単行本：サンコミックス 朝日ソノラマ）
- 牝犬の罠（1980年、週刊プレイボーイ 集英社 - 単行本未収録）
- ニューヨーク市警・神田分署【第2話】（1980年 少年マガジン 講談社 - 単行本未収録）
- Jドール（1980年、グッドコミック、少年画報社、単行本：1981年、少年画報社コミックス 少年画報社）
- ブラックボードジャングル（1980年、週刊プレイボーイ 集英社 ｰ単行本未収録）
- 三菱養和会巣鴨スポーツセンターのキッズスポーツ教室マスコットキャラクターデザイン（1981年 - ）
- 優しい鷲JJ（1980年、週刊少年キング、単行本：1981年、ヒットコミックス 少年画報社）
- サムライ教師ボギー（1981年、週刊プレイボーイ、集英社、単行本：1981年、プレイボーイコミックス、集英社）
- 学園シャンプー（1981年、週刊少年キング、単行本：1982年、ヒットコミックス 少年画報社）
- THEスリップ（1981年、ヤングコミック 少年画報社 - 単行本未収録） - 元アシスタントの田辺節雄氏との競作として
- 伝鬼（TOUCH ME）（1982年、リイドコミック、リイド社、単行本：1986年、サンワイドコミックス、朝日ソノラマ）
- ヘビー・メタルの騎士【レインボー】（1982年、FMレコパル 小学館 単行本未収録）
- マリンブルーの彼方へ（1982年、週刊マーガレット 集英社、単行本：東京三世社版「マッドドッグ」に収録  東京三世社） - M・ストライカー名義
- 誇代史（1982年、少年少女ＳＦマンガ競作大全集16 東京三世社、単行本：東京三世社版「マッドドッグ」に収録）
- マンハッタンへ…【パットベネター】（1982年、FMレコパル 小学館 - 単行本未収録）
- トマと酋長（チーフ）（1983年、ビッグコミックスピリッツ 小学館 - 単行本未収録）
- ミスター・ロボット〜キルロイ・ワズ・ヒア〜【スティクス】（1983年、FMレコパル 小学館 - 単行本未収録）
- WILD猫（キャット）（1983年、週刊プレイボーイ 集英社 - 単行本未収録）
- 愛（ラブ）ダンサー（1983年、CARトップ、交通タイムス、単行本：1984年、カリバーコミックス、交通タイムス）
- 四つ葉のマック（1983年、少年KING、単行本：1983年、ヒットコミックス 少年画報社）
- Superサブ（1984年、少年KING、単行本：1985年、ヒットコミックス 少年画報社）
- 愛と青春の百大隊(ワンプカプカ)（1984年、月刊コミコミ 白泉社、単行本：1993年、Stコミックス、大都社）
- 月の女神（1985年、ベースボールコミック ベースボール・マガジン社）
- ツキとスッポン（1985年、ベースボールコミック ベースボール・マガジン社）
- リング99（1986年 少年KING 少年画報社）
- パパ叱らないで【マドンナ】（1986年、FMレコパル 小学館 - 単行本未収録）
- ときめきタイランド（1986年、MOMOCOコミック 学習研究社 - 単行本未収録）
- スーパー署長（1987年、平凡パンチ マガジンハウス - 単行本未収録）
- 新ワイルド7（1987年、トクマコミックス、徳間書店）
- 鏡の国のアリス（1989年 ビッグコミック 小学館 - 単行本未収録）
- 極道イレブン（1991年、コミックBE!、光文社、単行本：1991年、光文社コミックス、光文社）
- セールスマン戦記（1992年、スコラ増刊「皆」 スコラ - 単行本未収録）
- 佃島トラべル（1993年、ビッグゴールド第4号 小学館 - 単行本未収録）
- ベルリン飛行指令（単行本：1993年、ホームミステリーコミックス、集英社） - 原作：佐々木譲
- 蹴球七日（1992年、夕刊フジ 産経新聞社、単行本：1993年、SPコミックス、リイド社） - 単行本は途中で終わっていたが、2018年にeBookjapanにて最終回までが配信開始された
- 藤枝ブルックス（現・アビスパ福岡）ネーミング / キャラクターデザイン（1994年）
- 続・新ワイルド7（1995年、トクマコミックス 徳間書店）
- 死者の四日間―新・二世部隊物語（1996年、ボムコミックス、日本出版社）
- コミックス X-ファイル VOL.3（1996年、少年キャプテンコミックススペシャル、徳間書店）
- 河童・薮の中（1998年、ひゅうまんコミックシリーズ、小池書院） - 原作：芥川龍之介
- 特殊空挺部隊雷神（1999年、歴史群像コミックス、学習研究社）
- ROSE V（ロゼ サンク）（2001年、別冊ヤングジャンプ 集英社 単行本：2008年、ぶんか社文庫「ROSE V」 ぶんか社）
- 望月三起也戦記コミック傑作選（2003年、ぶんか社コミックス、ぶんか社）
- 飛葉（2002年、伝説マガジン 実業之日本社、単行本：2003年、マンサンコミックス、実業之日本社、2008年 ぶんか社文庫 ぶんか社、2018年 カラーA5完全版 実業之日本社）
- ワイルド7〜悪魔教編〜（2007年、ラスターパチスロ販促用特別読み切り バンプレスト）
- 神奈川県警察職員募集ポスター（2008年、神奈川県警察） - 2種類のイラスト
- Ｗ7（2009年、webマガジン「KATANA」 eBookjapan 、単行本：2014年、完全オールカラー版「W7」 実業之日本社、2017年 モノクローム版「W7」(巻末に「望月三起也先生を忍ぶ会で参加者のみに配られた非売品カラー小冊子」収録有り)　実業之日本社 ）
- ワイルド7R（2011年、マンサンコミックス 実業之日本社）
- ワイルド7R2（2015年、マンサンコミックス 実業之日本社） - 遺作

## 映像化作品
- ケネディ騎士団（ナイツ）

1967年3月にTCJ動画センター（現：エイケン）によって制作費1000万円をかけて製作されたパイロット版アニメ。既に本作の放送用シナリオが4冊仕上がったにもかかわらず、お蔵入りとなった。作品はカラーだが、もし映像化されたら、エイケン初のカラーアニメになる所だった（実際の初カラー作は『サスケ』）
現在は、2003年3月21日に東映ビデオから発売されたDVD「エイケンTVアニメ主題歌大全集」で一部を見る事が出来る。またこれより前の1998年に発売されたCD「エイケンアンソロジー」に、主題歌「ケネディ騎士団のテーマ」（作詞：橋本淳／作曲：前田憲男／歌：ボーカル・ショップ&上高田少年合唱団）が収録されている。
2016年に望月三起也追悼として(株)ベストフィールドから発売されたBlu-ray「ワイルド7」Vol.2 の巻末にパイロットフィルムが映像特典としてノーカットで収録された。なお本編のみで主題歌は収録されていない。
(映像ソフト化)
2003年　「エイケンTVアニメ主題歌大全集」　東映ビデオ　ｰ特典映像として主題歌とパイロットフィルム収録(ダイジェスト版)
2016年　「望月三起也先生追悼企画　甦るヒーローライブラリー第21集　ワイルド7　Vol.2」Blu-ray　(株)ベストフィールド　ｰ特典映像として巻末に収録(ノ－カット版)
- ワイルド7

〔ＴＶドラマ〕
1972年から1973年まで、日本テレビにて「ワイルド7」が放送された。視聴率は良かったが、暴力表現が過激すぎたのと、製作費不足の為打ち切られた。
(映像ソフト化)
1991年　LＤパーフェクトコレクション　バップ　　
2007年　DVDBOX　エムスリイエンタテインメント
2009年　DVDBOX　エイベックス・ピクチャーズ　　
2016年　Blu-rayBOX　(株)ベストフィールド

〔アニメ〕
①「新ワイルド7　野獣伝説」
1990年、「新ワイルド7　野獣伝説」(物産クリエイティブ)がOVAとして製作されていたが、お蔵入りとなっている。なおサントラCDはOVAより先行して発売された為、市場に流通している。
（CDソフト化）
1990年　オリジナルサウンドトラック版　東芝EMI

②「ワイルド7」
1994年、「ワイルド7」(徳間書店)OVA化。原作に近いハードな作風で「野生の七人編」と「バイク騎士事件」を再構成、全2巻が発売された。
2001年　OVAコンプリートコレクション　 パイオニアLDC
2007年　TOKUMA Anime Collection　徳間書店

③「ワイルド7another-謀略運河」
2002年、TVアニメ化。「ワイルド7another-謀略運河」のタイトルで、アニメシアターXにて全13話が放送された。原作終了から十数年後、記憶喪失になった飛葉と、新ワイルド7メンバーの活躍を描く。
(映像ソフト化）
2002年　VHS/DVDBOX発売　グルーヴコーポレーション　
2005年　DVD　ビクターエンタテインメント

〔映画〕
2011年、羽住英一郎監督、瑛太主演、ワーナー・ブラザース映画配給で実写映画化。丸の内ルーブルほか全国東急系にてロードショーされた。
(映像ソフト化）
2012年　DVDDVD/Blu-rayセットプレミアム・エディション初回限定版発売　ワーナー・ホーム・ビデオ
- マシンハヤブサ

1977年に東映動画（現：東映アニメーション）でアニメ化された。
(映像ソフト化)
2003年　限定版DVD BOX　パイオニアLDC
2017年　デジタルリマスター版DVD BOX　(株)ベストフィールド

## 師匠
- 堀江卓
- 吉田竜夫

## アシスタント
- 井上コオ
- 土山しげる
- みず谷なおき
- 三鷹公一
- 田辺節雄
- たかもちげん
- 今道英治
- 小林まこと
- 上杉しょうへい

## 関連出版物・インタビュー
- 戦国忍法帳（1964年、現代フォノマンガ4 現代芸術社）
- ヤングコミック3月24日号（1970年、青春対談：男は静かに殺すもの 少年画報社） - 桑原幸子との対談
- 週刊少年キング5月10日号（1970年、アクション大魔王 少年画報社）
- ワイルド7（1973年、ドラマ入りフォノシート「ブラックスパイダーを倒せ!!」（株）エルム）ｰ TVドラマと連動した企画
- ワイルド7（1973年、45回転ステレオ★レコード 日本コロンビア）ｰ ワイルドセブンとつむじかせを収録
- ワイルド7（1973年、エポック社のポップブック エポック社）ｰ パッと飛びだす絵本
- 望月三起也のサーキットゲーム（1977年、エポックマンガゲームシリーズ7 エポック社）
- 月刊スーパーマン4月号（1979年、シリーズ私とスーパーマン＃15　少年画報社）
- 歴史読本（1980年、新選組へのメッセージ 角川書店）
- 別冊宝島「新選組マンガ列伝」（1981年、「俺の新選組」インタビュー 宝島社）
- PENTHOUSE1月号（1984年、PH総力特集イラスト 講談社）
- COMIC BOX（1985年、ロングインタビュー「望月三起也」 ふゅーじょんぷろだくと）
- 週刊アサヒ芸能4月2日号（1987年、追っかけ25時 徳間書店）
- 週刊アサヒ芸能6月25日号（1987年、望月三起也のファンタジックワールド 徳間書店）
- 賞金荒し（1990年、トクマ・ノベルズ 徳間書店） - カバーイラスト - 著：菊地秀行
- いきなり最終回 PART3（1991年、ワイルド7の最終回（扉ページは新規に描かれた） JICC出版局 ） - 望月先生へのインタビューも有り。
- ザ・ビッグMagazine（1991年、漫画家肉声リレー＃65 大洋図書）
- テキサス包囲網（1991年、トクマ・ノベルズ 徳間書店） - カバーイラスト＆挿絵 - 著：菊地秀行
- BURST（1995年、総力大特集「望月三起也」インタビュー「ワイルド7」〜旧約「処刑警察」の伝説〜 コアマガジン）
- ワイルド7スクリーンセーバー（1995年、Comic Gameシリーズ イマジニア（株））ｰMacintosh版、FM-V版の2種類が発売された
- パオさんとの復讐 (1995年、コスモノベルス コスミックインターナショナル） - カバーイラスト - 著：小峯隆生
- ナイフマガジン（1996年、冒険ナイフ王列伝 ワールドフォトプレス）
- 『COMIC GON!』第1号（1997年、ワイルド7の記事と望月先生へのインタビュー ミリオン出版 ）
- フィギュア王（1998年、ダイナマイトボディーの秘密 ワールドフォトプレス）
- Comnavi（1998年、巨匠たちの春秋⑤ 全研）
- 歴史読本11月号（1999年、組織の崩壊と哀感 角川書店）
- THE REAL MCCOY'S（2000年、BEE17 OPERATION “GHOST” REAL MCCOY'S）
- 絵故ヒｲ記（2000年、真のサポーターになるために読む本 三天書房）
- 月刊プレイボーイ（2001年、ラスヴェガス、ワイルドとエロスの交錯点 集英社）ｰアメリカ旅行のドキュメント、ユキ似のイラスト投稿9
- ルール・ザ・ワールド：ワイルド7（2003年、ロールプレイングゲーム 国際通信社）
- ウエスタン忍風帳（2016年、創土社）ｰカバーイラスト - 著：菊地秀行
- プロのマンガテクニック 望月三起也（2016年、ハードアクション&エロスの描き方 玄光社）
- ワイルド7 ファンブック（2017年、Motor Magazine Mook モーターマガジン社）
- ワイルド7 イラストレーションズ（2017年、<望月三起也先生一周忌> 追悼記念出版 復刊ドットコム）
- ワイルド7 イラストレーションズ2（2018年、ファン垂涎のイラスト集! ≪初版完全限定≫ 復刊ドットコム）
- わが愛しのワイルド7（2018年、学研ムック 学研プラス）
- 新ワイルド7 ファンブック（2018年、Motor Magazine Mook モーターマガジン社）
- 文藝別冊 望月三起也（2019年、生誕80周年&『ワイルド7』50周年記念 河出書房新社）
- 望月三起也トレジャーBOX／ワイルド7 ＆ MORE！（2021年、人間・望月三起也”にフォーカス・インした新規書籍　復刊ドットコム）

## 未映像化企画書
- 私立探偵マッドドッグ(M・ハスラー作「狂い犬」より)（監督：鈴木清順・長谷部安春・大和屋　竺、脚本：鈴木清順、主演は宍戸錠をイメージしていた）ｰ近代放映
- ビタミンI(アイ)ちゃん（主役のアイちゃんは公募オーデションで決める予定だった、権兵衛役は新　克利・竜雷太・橋本功をイメージ、監督：清水邦夫、撮影：加納典明）ｰ読売広告社
- 新ワイルド7（監督：長谷部安春・斉藤光正、脚本：永原秀一・市川森一）ｰ円谷プロ
- Oh!刑事パイ（1時間ドラマ、監督：長谷部安春・澤田幸弘・小原宏裕・曽根中生、脚本：金子秀一）ｰにっかつ撮影所テレビ部

## 関連商品
- 『望月三起也のサーキットゲーム』 - 1977年から1980年にかけてエポック社が出していた「まんがゲームシリーズ」のひとつ。すごろく形式でカーレースを行う。